# «Мирний план» від КНР
«Мирний план» від КНР — узагальнювальний термін для позначення двох не узгоджених з Україною політичних заяв Китайської Народної Республіки:
1. «Позиція Китаю щодо політичного врегулювання української кризи» — позиційний документ[en], опублікований 24 лютого 2023 року на сайті Міністерства закордонних справ Китайської Народної Республіки[en], який відображає точку зору китайської влади на мирне завершення війни Росії проти України[1][2]. Документ, який часто називають «планом», не містить конкретних заходів і складається з попередніх заяв китайської влади про дотримання міжнародного права, через що деякі оглядачі розглядають його як символічний жест, адресований західним країнам[3][4].
2. Консенсус між Китаєм та Бразилією щодо політичного врегулювання кризи в Україні[zh] — спільна політична заява[en] від 23 травня 2024 року міністра закордонних справ КНР Вані Ї та головного радника президента Бразилії з зовнішньої політики Сельсо Аморіма[en], спрямована на припинення військової допомоги Україні та зняття державами Західного світу санкцій з Російської федерації[5]. Обидва чиновники відмовилися від засудження та припинення російської агресії, а також від вимоги до Росії вивести свої війська з окупованих територій України. Ініціатива також не передбачає закінчення війни, а лише припускає відкладення рішення на невизначений термін та припинення російської агресії в обмін на поступки, досягнутих шляхом переговорів[6][7][8].